# Helmut Benthaus
Helmut Benthaus (né le 5 juin 1935 à Herne) est un footballeur et entraîneur allemand.

## Biographie
En tant que milieu de terrain, Helmut Benthaus est international allemand à huit reprises (1958-1960) pour aucun but inscrit.
Il joue dans trois clubs allemands (SC Westfalia Herne, TSV Munich 1860 et 1.FC Cologne) et est joueur-entraîneur du FC Bâle entre 1965 et 1971. Il remporte des titres en RFA et en Suisse.
Il est entraîneur du FC Bâle à deux reprises (1965-1982 et 1985-1987) et du VfB Stuttgart. Il remporte de nombreux titres en Suisse et remporte le championnat allemand en 1984. 

## Clubs

### En tant que joueur
- 1954-1961 :  SC Westfalia Herne
- 1961-1963 :  TSV Munich 1860
- 1963-1965 :  1.FC Cologne
- 1965-1971 :  FC Bâle (joueur-entraîneur)

### En tant qu'entraîneur
- 1965-1982 :  FC Bâle (joueur-entraîneur puis entraîneur)
- 1982-1985 :  VfB Stuttgart
- 1985-1987 :  FC Bâle

## Palmarès

### En tant que joueur
- Oberliga Süd
  - Champion en 1963

- Oberliga West
  - Champion en 1959
  - Vice-champion en 1960

- Championnat d'Allemagne de football
  - Champion en 1964
  - Vice-champion en 1965

### En tant que joueur-entraîneur
- Coupe de Suisse de football
  - Vainqueur en 1967
  - Finaliste en 1970

- Championnat de Suisse de football
  - Champion en 1966, en 1969 et en 1970
  - Vice-champion en 1971

- Coupe des Alpes
  - Vainqueur en 1969 et en 1970
  - Finaliste en 1968 et en 1971

### En tant qu'entraîneur
- Championnat d'Allemagne de football
  - Champion en 1984

- Coupe de Suisse de football
  - Vainqueur en 1975
  - Finaliste en 1972, en 1973 et en 1982

- Championnat de Suisse de football
  - Champion en 1972, en 1973, en 1977 et en 1980

- Coupe des Alpes
  - Vainqueur en 1981
  - Finaliste en 1974 et en 1975